# Requin-marteau écope
Sphyrna media
Espèce
Synonymes
- Sphyrna nana Sadowsky, 1965

Statut de conservation UICN

 CR A2bcd : 
En danger critique
Répartition géographique
Sphyrna media (le Requin-marteau écope) est une espèce de poissons cartilagineux de la famille des Sphyrnidae.

## Menaces et conservation
L'UICN (23 janvier 2023) classe l'espèce en catégorie CR (en danger critique) dans la liste rouge des espèces menacées depuis 2020. Victime (parfois collatérale) de la surpêche, le requin-marteau écope a vu sa population décliner de plus de 80 % en 36 ans.